# 서울포이초등학교
서울포이초등학교(서울浦二初等學校)는 대한민국 서울특별시 강남구에 있는 공립 초등학교이다.

## 학교 연혁
- 1990년 4월 6일 : 서울포이국민학교 설립인가
- 1990년 7월 16일 : 구룡국민학교에서 1288명, 언주국민학교에서 50명 인수
- 1990년 10월 24일 : 개교
- 1998년 3월 1일 : 서울포이초등학교로 개칭

## 참고 자료
- 서울포이초등학교 - 한국교육학술정보원 학교알리미